# Шепіленко Анастасія Русланівна
Анастасія Русланівна Шепіленко (нар. 9 жовтня 2000) — українська гірськолижниця, член збірної України на Олімпійських іграх 2022 року.

## Виступи на Олімпійських іграх
| Рік              |              |                    |             |                  |            |                   |   |
| Місце проведення | Слалом       | Гігантський слалом | Супергігант | Швидкісний спуск | Комбінація | Командні змагання |   |
| 2022             | Пекін, Китай | DNF                | 39          | 37               | —          | —                 | — |

## Виступи на чемпіонатах світу
| Рік  |        |                    |             |                  |            |                   |   |
| Вік  | Слалом | Гігантський слалом | Супергігант | Швидкісний спуск | Комбінація | Командні змагання |   |
| 2019 | 18     | 41                 | 64          | —                | —          | —                 | — |
| 2021 | 20     | 35                 | 36          | 39               | —          | —                 | — |